# Lawrence English
Lawrence English (Brisbane, 1976) è un compositore australiano.
La musica di English è un'ambient-drone elegante e costruita sui field recording che indaga i concetti e dinamiche come la memoria, le interazioni umane, e lo spazio. English è anche direttore della Room40, da lui fondata nel 2000.

## Biografia
Egli iniziò a fare musica durante gli anni novanta assieme ad alcune band industriali. Dopo aver pubblicato due album come I/O e Object nei primi anni duemila, English licenziò a suo nome una decina di titoli, fra cui Kiri No Oto (2008), che contribuì ad aumentare la visibilità di English, e A Colour for Autumn (2009), considerato la sua prova migliore fino a quel momento.
Il già citato Kiri No Oto e The Peregrine (2011) anticipano lo stile fosco dell'acclamato concept Wilderness of Mirrors (2014), costruito usando fonti acustiche pesantemente trattate. Wilderness of Mirrors è una trasposizione sonora del clima rabbioso provato dagli australiani tanto nei confronti della politica dei rifugiati quanto dei danni fatti all'ecosistema dell'isola.
Le ultime prove di English comprendono esperimenti per field recording (A Mirror Holds the Sky, 2021) e organo (Lassitude, 2020; Observation of Breath, 2021).
Oltre Ben Frost e Tim Hecker, suoi amici, i moltissimi musicisti che hanno collaborato con l'artista di Brisbane includono Francisco López, Tujiko Noriko, David Toop, William Basinski, e Alessandro Cortini.

## Discografia parziale

### Album in studio
- 2002 – Calm (come I/O)
- 2003 – Pandemic (come Object)
- 2005 – Transit
- 2005 – Happiness Will Befall
- 2007 – Plateau (con Ai Yamamoto)
- 2007 – Merola Shoulders (con Domenico Sciajno)
- 2008 – Kiri No Oto
- 2008 – Studies for Stradbroke
- 2008 – Euphonia (con Tom Hall)
- 2009 – HB (con Francisco López)
- 2009 – A Colour for Autumn
- 2009 – It's Up To Us To Live
- 2011 – The Peregrine
- 2012 – And the Lived in
- 2014 – Wilderness of Mirrors
- 2017 – Cruel Optimism
- 2018 – Immediate Horizon (con Alessandro Cortini)
- 2018 – Selva Oscura (con William Basinski)
- 2020 – Lassitude
- 2021 – A Mirror Holds the Sky
- 2021 – Observation of Breath